# گل امام
گل امام (به انگلیسی: Gul Imam) یک منطقهٔ مسکونی در پاکستان است که در خیبر پختونخوا واقع شده‌است.